# Charles Baring, 2. Baron Howick of Glendale
Charles Evelyn Baring, 2. Baron Howick of Glendale (* 30. Dezember 1937) ist ein britischer Peer, Botaniker und Politiker.

## Biografie
Baring stammt aus der Baring-Familie. Er wurde als einziger Sohn von Evelyn Baring, 1. Baron Howick of Glendale, und Lady Mary Cecil Grey (1907–2002) geboren. Er besuchte das Eton College und das New College der University of Oxford.
Er ist als Botaniker bekannt. Baring ist der Schöpfer des Howick Arboretum bei Howick Hall, einer der größten Sammlungen von wildwachsenden Pflanzen in Großbritannien. Von 1969 bis 1982 hatte er das Amt des Direktors der Barings Bank inne und gehörte dem Vorstand des National Art Collections Fund an. 1987 bis 2001 war er Direktor der Northern Rock plc.
Den Titel seines Vaters erbte er am 10. März 1973. Seinen Sitz im Oberhaus verlor er mit dem House of Lords Act 1999.
Baring ist mit Clare Nicolette Darby seit dem 11. April 1964 verheiratet, der Tochter von Colonel Cyril Darby. Sie haben vier Kinder, die mittlerweile alle verheiratet sind, und dreizehn Enkel.